# Onitis marshalli
Onitis marshalli là một loài bọ cánh cứng trong họ Bọ hung (Scarabaeidae).